# Larnax suffruticosa
Larnax suffruticosa är en potatisväxtart som först beskrevs av Carl Lebrecht Udo Dammer, och fick sitt nu gällande namn av A.T. Hunziker. Larnax suffruticosa ingår i släktet Larnax och familjen potatisväxter. Inga underarter finns listade i Catalogue of Life.